# 663
Раннє Середньовіччя. Триває чума Юстиніана. У Східній Римській імперії продовжується правління Константа II. Більшу частину території Італії займає Лангобардське королівство, деякі області належать Візантії. Франкське королівство розділене між правителями з династії Меровінгів. Іберію займає Вестготське королівство. В Англії триває період гептархії. Авари та слов'яни утвердилися на Балканах. Центр Аварського каганату лежить у Паннонії. Виникло слов'янське князівство Карантанія.
Омеядський халіфат займає Аравійський півострів, Сирія, Палестина, Персія, Єгипет, частина Північної Африки. У Китаї триває правління династії Тан. Індія роздроблена. В Японії триває період Ямато. Хазарський каганат підпорядкував собі кочові народи на великій степовій території між Азовським морем та Аралом.
На території лісостепової України в VII столітті виділяють пеньківську й празьку археологічні культури. У VII столітті продовжилося швидке розселення слов'ян. У Північному Причорномор'ї співіснують різні кочові племена, зокрема булгари, хозари, алани, авари, тюрки.

## Події
- Візантійський василевс Констант II заповзявся відвоювати в лангобардів Італію, і висадився на півдні півострова. Він на 12 днів відвідав Рим, але поразки змусили його відступити на Сицилію.
- Поразка японських військ від військ корейської держави Сілла в союзі з китайською династією Тан у битві при Пекґанґ. Згортання активного зовнішньополітичного курсу.
- Чума в Британії.
- Перше сходження на гору Фудзі буддійським ченцем.